# Gare de Hanyū
La gare de Hanyū (羽生駅, Hanyū-eki) est une gare ferroviaire de la ville de Hanyū, dans la préfecture de Saitama au Japon. Elle est exploitée conjointement par les compagnies Tōbu et Chichibu Railway.

## Situation ferroviaire
La gare de Hanyū est située au point kilométrique (PK) 66,2 de la ligne Tōbu Isesaki. Elle marque le début de la ligne principale Chichibu.

## Histoire
La gare a été inaugurée le 23 avril 1903 par la compagnie Tōbu. L'actuelle ligne principale Chichibu y arrive le 1er avril 1921.

## Services aux voyageurs

Vue des voies (à gauche Chichibu Railway, à droite Tōbu).

### Accès et accueil
La gare dispose d'un bâtiment voyageurs, avec guichet, ouvert tous les jours.

### Desserte
- Ligne Tōbu Isesaki :
  - voies 1 et 2 : direction Kuki, Kasukabe, Kita-Senju et Asakusa
  - voies 3 et 4 : direction Tatebayashi, Ashikagashi et Ōta
- Ligne principale Chichibu :
  - voies 4 et 5 : direction Kumagaya, Yorii, Chichibu et Mitsumineguchi